# Gordon Rattray Taylor

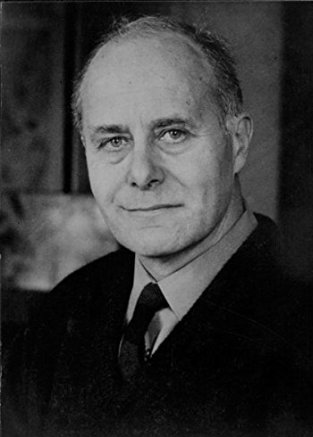
Gordon R. Taylor

Gordon Rattray Taylor (* 11. Januar 1911 in Eastbourne; † 7. Dezember 1981) war ein britischer populärwissenschaftlicher Autor und Journalist.  
Taylor studierte an der Universität Cambridge. Er war ab 1933 Journalist und ab 1958 bei der BBC, wo er für Wissenschaftsprogramme im Fernsehen bekannt war. 
Taylor wurde 1968 durch sein 1969 auf Deutsch erschienenes Buch Die biologische Zeitbombe bekannt, das den Aufstieg der Biotechnologie ankündigte. Ein deutschsprachiger Bestseller wurde 1971 Das Selbstmordprogramm (im Original 1970), das die Umweltverschmutzung mit Weltuntergangsszenarien anprangerte und maßgeblich zum steigenden Umweltbewusstsein in Westdeutschland beitrug.  
In seinem 1983 posthum erschienenen letzten Buch zeigte er sich gegenüber dem Neodarwinismus in der Evolutionstheorie skeptisch. 
Von 1976 bis 1981 war er Mitglied der Society for Psychical Research.

## Schriften (Auswahl)
- 1947: Economics for the Exasperated. The Bodley Head, London 1947.
- 1949: Conditions of Happiness. The Bodley Head, London 1949.
- 1950: Are Workers Human? The Falcon Press, First edition 1950. Houghton Mifflin, 1952.
- 1954: Sex in History.
  - 1957: Wandlungen der Sexualität. (286 S.) Diederichs, Düsseldorf 1957, DNB 455005222.
  - 1970: Im Garten der Lüste. Herrschaft und Wandlungen der Sexualität. (316 S.) Einl. von A. Mitscherlich, G. B. Fischer 1970, DNB 458304379.
  - 1977: Kulturgeschichte der Sexualität. Einleitung von Alexander Mitscherlich, Fischer-TB 1977, ISBN 3-436024457.
- 1958: The Angel Makers. A study in the psychological origins of the historical change, 1750-1850.
- 1963: The Science of Life: A pictorial history of biology.
  - Das Wissen vom Leben. Eine Bildgeschichte der Biologie. (368 S., mit 336 Abb.) Droemer/Knaur, München 1963, DNB 174090250.
- 1968: The Biological Time-Bomb. Thames & Hudson, London 1968.
  - Die biologische Zeitbombe. Revolution der modernen Biologie. (245 S.) S. Fischer, 1969, ISBN 3-436014125. Fischer-TB, 1971.
- 1970: The Doomsday Book: Can the World Survive? Thames & Hudson, London 1970.
  - Das Selbstmordprogramm. Zukunft oder Untergang der Menschheit. (378 S.) S. Fischer, 1971–1991, ISBN 3-596238757. (Platz 1 der Spiegel-Bestsellerliste vom 19. April bis zum 12. September 1971)
- 1972: Re-Think: A Paraprimitive Solution, Martin Secker & Warburg Ltd., London 1972.
  - Das Experiment Glück. Entwürfe zu einer Neuordnung der Gesellschaft. S. Fischer 1973, ISBN 3-100767012. Fischer-TB 1978.[1]
  - Rethink: Radical Proposals to Save a Disintegrating World. Taschenbuch, auch für die USA. Penguin-Books, London 1974.
- 1975: How to Avoid the Future. Secker & Warburg, First Edition, London 1975.
  - Zukunftsbewältigung. Mit einem Gespräch zwischen dem Stern und dem Autor. Hoffmann & Campe 1976. Rowohlt-TB, 1978, ISBN 3-499171805.[2]
- 1978: Salute to British Genius.
- 1981: The Natural History of the Mind.
- 1983: The Great Evolution Mystery.
  - Das Geheimnis der Evolution. (371 S.), Fischer-TB, Ffm. 1983, ISBN 3-100767039. Fischer-TB 1987, ISBN 3-596238692.

## Nachweise
1. ↑  Taylor 1972
– Experiment Glück, aus dem Englischen von Hansheinz Werner, Seiten: 389 (400).
2. ↑  Taylor 1975 – Zukunftsbewältigung, die Fragen für den Stern stellte Rüdiger Proske, Seiten: 358 (381).

| Personendaten    | Personendaten                            |
| ---------------- | ---------------------------------------- |
| NAME             | Taylor, Gordon Rattray                   |
| KURZBESCHREIBUNG | britischer Schriftsteller und Journalist |
| GEBURTSDATUM     | 11. Januar 1911                          |
| GEBURTSORT       | Eastbourne                               |
| STERBEDATUM      | 7. Dezember 1981                         |